# Menen Stadium
Menen Stadium – wielofunkcyjny stadion na wyspie Nauru w okręgu Meneng. Mieści 3500 osób. Jego budowa rozpoczęła się w 2006. Rozgrywane są na nim głównie mecze piłki nożnej.